# Inpabasis hubelli
Inpabasis hubelli är en trollsländeart som beskrevs av Santos 1961. Inpabasis hubelli ingår i släktet Inpabasis och familjen dammflicksländor. IUCN kategoriserar arten globalt som otillräckligt studerad. Inga underarter finns listade i Catalogue of Life.